# Microtendipes tusimadeeus
Microtendipes tusimadeeus är en tvåvingeart som beskrevs av Sasa och Suzuki 1999. Microtendipes tusimadeeus ingår i släktet Microtendipes och familjen fjädermyggor. Inga underarter finns listade i Catalogue of Life.